# Замокровье
Замокровье (бел. Замокраўе) — деревня в Городецком сельсовете Рогачёвского района Гомельской области Беларуси.

## География
В 29 км на юго-восток от районного центра и железнодорожной станции Рогачёв (на линии Могилёв — Жлобин), в 72 км к северо-западу от Гомеля.
На юге и западе мелиоративные каналы.

## Транспортная сеть
Транспортные связи по просёлочной дороге, затем по шоссе Довск — Гомель. Планировка состоит из 2 параллельных улиц, близких к меридиональной ориентации, соединённых переулками. Застройка преимущественно односторонняя, деревянная, усадебного типа.

## История
Согласно письменным источникам известна с XIX века как селение в Городецкой волости Рогачёвского уезда Могилёвской губернии. Помещик владел в деревне в 1876 году 187 десятинами земли. В 1909 году 494 десятины земли. В 1929 году жители деревни вступили в колхоз. Во время Великой Отечественной войны 30 жителей погибли на фронте. Согласно переписи 1959 года в составе колхоза «Рассвет» (центр — деревня Городец).

## Население
- 1909 год — 25 жителей.
- 1959 год — 328 жителей (согласно переписи).
- 2004 год — 34 хозяйства, 80 жителей.